# Ивановский автобус
Ивановский автобус — автобусная система в городе Иваново.

## История
1 сентября 1908 г. открыто движение автоомнибусов по улицам Иваново-Вознесенска. Сообщение организовало «Иваново-Вознесенское автомобильное товарищество» во главе с Ф. И. Рыбаковым, главным акционером.
Система городского автобусного сообщения в Иваново-Вознесенске запущена 8 ноября 1926 года. Автобусный парк первоначально находился на улице Парижской Коммуны. В начале 1960-х построен новый автобусный парк на проспекте Текстильщиков.
В советский период эксплуатацию городских и междугородних автобусов осуществляло «Ивановское пассажирское автотранспортное предприятие (ПАТП) № 1». Маршрутное такси обслуживал таксопарк («Ивановское ПАТП-2»). «Ивановское ПАТП №1» закрыто в декабре 2007 года.
В 2005 году на базе трамвайного парка создано МУП «Ивановский пассажирский транспорт». Эксплуатировало автобусы ПАЗ-32054, ПАЗ-3204, Mercedes-Benz O305, ЛиАЗ-5256. Обслуживало маршруты 3к, 5к, 24, 25, 32, 44, 52. С 1 декабря 2013 года автобусные перевозки на муниципальных маршрутах прекращены.
В 2006 году создано предприятие «Ивавтотранс» (в составе холдинга «Автолайн»). Эксплуатировало автобусы Богдан А092, МАРЗ-5277, Scania CL94UB. Облуживало маршруты 1, 2, 6, 23, 105, 117. Закрыто в октябре 2010 года.
С 2021 года обсуждается реформа маршрутной сети города.
На момент 2024 года автобусные перевозки в Иванове и области осуществляют десятки ООО и сотни ИП.
С 16 февраля 2024 года и по начало марта в Иваново стали поступать 23 автобуса большой вместимости марок ЛиАЗ-529267 и один автобус ЛиАЗ-429260. По которым в последствии был проведён аукцион и уже 8 мая 12 машин (а в последствии ещё 3) вышли на 7 маршрут «Гарнизон — Областная больница» и 3 машины на маршрут №150 «Посёлок Мелиораторов — местечко Отрадное», а также по одной машине на маршруты №№ 18 «Улица Красных Зорь — Парк Революции 1905 года», 13 «Микройрайон ТЭЦ-3 — Железнодорожный вокзал», 4 машины на маршрут №14 «Меланжевый комбинат — Улица Киселëвых».

## Список маршрутов[4]
По состоянию на март 2025 года в Иваново действуют маршруты...
| №                   | Наименование маршрута                                    | Период обслуживания | Перевозчик |
| ------------------- | -------------------------------------------------------- | ------------------- | --- |
| Регулярные маршруты |                                                          |                     | |
| 1                   | Областная больница — Гарнизон                            | круглогодично       | ООО «ВолгаТранс», ООО «ДрайвАвто», ООО «ТрансЛайн», ООО «Новая транспортная компания»                                                                                              |
| 2                   | Улица 5-я Коляновская — улица 8-я Минеевская             | круглогодично       | ООО «Иваново-Вознесенский альянс», ООО «ДрайвАвто», ООО «Новая транспортная компания»                                                                                              |
| 3                   | Микрорайон Видный — улица 8-я Минеевская                 | круглогодично       | Неизвестно |
| 3А                  | Улица Минская — улица Куконковых                         | круглогодично       | Неизвестно |
| 3К                  | Улица Минская — улица Ермака                             | круглогодично       | Неизвестно |
| 7                   | Областная больница — Гарнизон                            | круглогодично       | ООО «ДрайвАвто», ООО «ТрансЛайн», ООО «Новая транспортная компания», ООО «Автотрест», ООО «Ивгортранс», ООО «Экспресс-Лидер», ООО «Иваново-Вознесенский альянс», ООО «Ориент-Авто» |
| 8                   | Мебельный комбинат — Меланжевый комбинат                 | круглогодично       | ООО «Автотрест», ООО «ВолгаТранс», ООО «Экспресс-Лидер» |
| 10                  | Меланжевый комбинат — Улица Пограничника Рыжикова        | круглогодично       | Неизвестно |
| 12                  | Торговый центр «ТекстильПрофи-Иваново» — Местечко Горино | круглогодично       | ООО «Экспресс-Лидер» |
| 13                  | Железнодорожный вокзал — Микрорайон ТЭЦ-3                | круглогодично       | ООО «Люкс-Авто», ООО «ВолгаТранс», ООО «Экспресс-Лидер» |
| 14                  | Меланжевый комбинат — Местечко Авдотьино                 | круглогодично       | ООО «Экспресс-Лидер», ООО «АвтоТрест», ОАО «Новая Линия» |
| 15                  | Площадь Пушкина — Переулок Торфяной                      | круглогодично       | ООО «Ориент-Авто», ООО «Новая транспортная компания» |
| 15/4                | Переулок Торфяной — Местечко Лесное                      | круглогодично       | ООО «Новая транспортная компания» |
| 17                  | Тупик Дальний — Местечко Харинка                         | круглогодично       | ООО «ТрансЛайн», ООО «Новая транспортная компания» |
| 18                  | Улица Красных Зорь — Улица Академическая                 | круглогодично       | ООО «ИвГорТранс», ИП Галстян Юлия Григорьевна |
| 20                  | Железнодорожный вокзал — Микрорайон Рождественский       | круглогодично       | ? |
| 24                  | Местечко Лесное — Местечко Харинка                       | круглогодично       | ООО «Иваново-Вознесенский альянс» |
| 25                  | Микрорайон Рождественский — Железнодорожный вокзал       | круглогодично       | ООО «Ориент-Авто» |
| 28                  | Бакинский проезд — Улица Генерала Хлебникова             | круглогодично       | ООО «ИвГорТранс» |
| 29                  | Улица Генерала Хлебникова — Местечко Авдотьино           | круглогодично       | ООО «ТрансЛайн» |
| 30                  | Областная детская больница — Улица Революционная         | круглогодично       | ООО «Экспресс-Лидер», ООО «Иваново-Вознесенский альянс», ООО «ТрансЛайн» |
| 30Б                 | Улица Профессиональная — Улица 1-я Вишневая              | круглогодично       | ООО «ТрансЛайн» |
| 31                  | Микрорайон Рождественский — Местечко Авдотьино           | круглогодично       | ООО «ТрансЛайн» |
| 32                  | Железнодорожный вокзал — Улица Каравайковой              | круглогодично       | Неизвестно |
| 33                  | Микрорайон ТЭЦ-3 — Улица Академическая                   | круглогодично       | ООО «ДрайвАвто» |
| 35                  | Улица Минская — Микрорайон Рождественский                | круглогодично       | ООО «ТрансЛайн» |
| 36                  | Улица Революционная — Улица Старокурьяновская            | круглогодично       | Неизвестно |
| 37                  | Меланжевый комбинат — Местечко Пустошь Бор               | круглогодично       | ООО «ИвГорТранс» |
| 38                  | Улица Боровая — Микрорайон Рождественский                | круглогодично       | ООО «Иваново-Вознесенский альянс» |
| 39                  | Областная детская больница — Местечко Минеево            | круглогодично       | ООО «Иваново-Вознесенский альянс», ООО «Экспресс-Лидер» |
| 40                  | Улица Автодоровская — Областная детская больница         | круглогодично       | ООО «Новая транспортная компания» |
| 43                  | Улица Кузнецова — 11-й Проезд                            | круглогодично       | ООО «Автоком» |
| 44                  | Железнодорожный вокзал — Тупик Дальний                   | круглогодично       | ООО «Люкс-Авто» |
| 45                  | Улица 8 Марта — Шереметевский проспект                   | круглогодично       | Неизвестно |
| 46                  | Улица 8 Марта — Проспект Ленина                          | круглогодично       | Неизвестно |